# Budakeszi Herbárium és Dendrológiai Tanösvény
A Nemzetközi Dendrológiai Alapítvány a bostoni székhelyű International Dendrological Research Institute, Inc. (IDRI; Nemzetközi Dendrológiai Kutatóintézet) magyarországi társintézményeként, Debreczy Zsolt kezdeményezésére és felajánlásával 1995-ben jött létre.

## Az élő gyűjtemény története
Az Erdészeti Hivatal támogatásával a Dendrológiai Dokumentációs és Dendrológiai Atlasz program 1995-ben megkapta a Pilisi Parkerdő Zrt. Budakeszi Erdészete területén lévő volt Vadkísérleti Állomás 650 m²-es épületét.
Ennek helyreállítása után, 1999-ben itt egyesítette az alapítvány a Dendrológiai Atlasz-expedíciók, addig az USA-ban, illetve a Budakeszi Erdészet területén tárolt gyűjteményeit. Így jött létre a dendrológiai munkák hazai alapítványi műhelye, a „Budakeszi Herbárium”. Az expedíciós gyűjtésekből nevelt eredeti élőhelyi növényekből alakította ki az alapítvány a földrajzi elrendezésű Dendrológiai Tanösvényt és az államilag is nyilvántartott törzsültetvényt.

## Botanikai értékek, érdekességek
A herbárium épületétől nyugatra és délre eső területen, főleg a kísérleti állomás építéséhez (1974) köthető telepítésekből származnak a méretes duglász- és simafenyők, szerblucok, ezüst, fekete- és erdeifenyők, kaukázusi jegenyefenyők és virginiai borókák (Pseudotsuga menziesii, Pinus strobus, Picea omorika, Picea pungens, Pinus nigra, Pinus sylvestris, Abies nordmanniana, Juniperus virginiana). Az élőgyűjteményt nyugatról kék duglász- és kolorádói jegenyefenyőkből (Pseudotsuga; Abies concolor) álló sor határolja. A tanösvényi gyűjtemény földrajzi szemléletű, eredeti élőhelyek többszintű növényzeti képét, illetve együtteseit villantja fel. Közép-európai szempontból a tanösvény érdekessége, hogy itt (hidegtűrési magonc-szelekció eredményeképpen) valamennyi (18) ciprusfajt, és a borókák gazdag választékát – termőhelyüket felidéző kísérő növényekkel együtt – mutat be, valamint itt van Magyarország egyetlen magyaltölgy állománya 24 Quercus ilex fával és eredeti mediterrán kísérő növényzettel.
A kaukázusi jegenyefenyő (Abies nordmanniana) csoportra alapozva az épülettől északnyugatra fekvő részen alakították ki a kaukázusi/nyugat-ázsiai részt. Az épülettől délre eső enyhe lejtő szélvédett, napsütötte területeire eu- és szubmediterrán makkia-, illetve nyugat-észak-amerikai chaparral-növények kerültek. A nyugati területen a tanösvényt Ázsia (benne külön Japán, Közép- és Nyugat-Kína, Himalája és Tajvan részek) fenyői és érdekesebb, ritkább kísérő cserjéi övezik, míg a középső és keleti részre – a mediterrán flórát bemutató részhez csatlakozóan – a száraz medencék és a félsivatagi területek növényzete került, benne mexikói elemekkel.
A déli lejtő alján a mérsékelt övi fenyves esőerdők és a tengerparti óriásfenyő (Sequoia sempervirens) állományai adnak szemelvényt. Az ehhez délről csatlakozó, mélyebb fekvésű, lapos és hidegebb területeken a kelet-Észak-Amerika növényvilágából láthatók állományformáló fajok. A tanösvényhez az épülettől északnak csatlakozik egy cseres tölgyes állomány, amelynek keleti fele természetközeli állapotban van, míg ennek középső és nyugati részén a hidakkal tagolt erdei ösvény örökzöld és virágzó aljnövényzettel egészül ki. Az épülettől keletre lévő 0,1 hektáros gyűjteményrészen esztétikai elgondolás szerinti 30-féle fenyőfajtát mutatnak be. Végül, a herbáriumi épület három oldalról zárt udvarán ritkán látható örökzöld fajokból álló válogatás jött létre. 
Az épülettől távolabb, a Hosszúhajtás-árok mentén van az alapítvány 0,6 hektáros kerített törzsültetvénye, benne 200 faj és változat, hármas ismétléssel mintegy 600 egyed.
A kerttől 1600 méterre keletre fekszik a természetes fűzligetekkel tarkított védett Nádas-tó és 2150 m-re a két 115 éves védett hegyi mamutfenyő, amely az alapítvány által telepített 21 fiatal fával egy mamutfenyő ligetet alkot.

## Néhány kiemelkedően érdekes, eredeti termőhelyen gyűjtött, már 10 évnél idősebb faj
Acer sempervirens (7 m), Aesculus californica (4 m), Carpenteria californica (1,6 m), Daphniphyllum macropodum (4 m), Dendropanax dentiger (2,5 m), Ilex latifolia (3 m), Jamesia americana (2 m), Macropanax rosthornii (3 m), Pinckneya bracteata (=pubens; 4 m), Pinus greggii (6 m), Prunus capuli (6 m), Quercus ilex (8 m), Torreya jackii (3 m), Torreya taxifolia (2 m), Trachycarpus excelsa (3,5 m).

## Természetvédelem
Néhány hazai, illetve kárpát-medencei védett fás növény – így két csodabogyó faj (Ruscus aculeatus, Ruscus hypoglossum), négy védett boroszlán (Daphne arbuscula, Daphne blagayana, Daphne cneorum, Daphne laureola), fekete galagonya (Crataegus nigra) és szentendrei rózsa (Rosa sancti andreae) mellett, a génmegőrzés szempontjából a legnagyobb értéket a hazájukban és azon kívül is ritka, veszélyeztetett külhonos fajok képviselik.
Példaként említhető egy-egy „vöröskönyves” nyitvatermő, mint a szicíliai jegenyefenyő (Abies nebrodensis), a Kínában honos oliver fejestiszafa (Cephalotaxus oliveri), a kínai és tajvani tajvanfenyő (Taiwania cryptomerioides var. flousiana, Taiwania cryptomerioides var. cryptomerioides), a Vietnamban és a hozzá közeli laoszi határvidéken élő dalati selyemfenyő (Pinus_dalatensis), valamint a vietnami sárgaciprus (Xanthocyparis vietnamensis).

## Kutatás
Az intézmény fő tevékenysége a világ mérsékelt égövi erdeinek, fás növényeinek eredeti termőhelyi dokumentálásán alapuló Dendrologiai Atlasz készítése. Ugyanakkor az 1997 óta folyamatosan bővített, fejlesztett, hitelesen dokumentált élő gyűjtemény génmegőrző, honosító, szelekciós munkája is fontos feladat. A nemzetközileg elismert herbáriumi gyűjtemény több mint kétszázötvenezer mintából áll, és folyamatosan bővül.

## Közcélú gyakorlati tevékenység
Az intézmény több arborétum megtervezésében, fejlesztésében, növényanyagának bővítésében vett, illetve vesz részt, és ennek kapcsán a telepítésre szánt fajok szelekciójával és szaporításával is foglalkozik. A közterületek számára alkalmas fajok kitelepítése, és ehhez kapcsolódóan a szakértői tevékenység is folyamatos.

## Oktatás és ismeretterjesztés
A kert – tanösvénye, gyűjteményei révén – a kertészeti és erdészeti középfokú, illetve felsőfokú oktatás növénytani vonatkozású szakjainak oktatási színtere. Az élő gyűjteményt növénybarátok, érdeklődő szakmai csoportok rendszeresen felkeresik. Az alapítvány munkatársai kiterjedt dendrológiai ismeretterjesztő munkát folytatnak.